# ابن زهرة
السَّيِّدُ عِزّ الدّينِ أَبُو الْمَكَارِمِ حَمزَةُ بُن عَليٍ بنُ زُهرَةَ الْحُسَيْنِيُّ الْحَلَبِيُّ (1118 - 511 / 1189مـ - 585 هـ)، والمشهور باسم اِبْنُ زُهْرَةَ عالم شيعي ونقيب السادة في حلب، وفقيه، ونحوي، ومتكلم ولد في القرن السادس الهجري. له كتاب فقه باسم «غُنيَّة النزوع» وقد برز بنظر المفكرين بصفته «صاحب الغُنيَّة».

## نسبه
حمزة بن  علي بن زهرة الثاني بن الحسن بن زهرة الأول بن علي أبو المواهب بن محمد النقيب بن محمد الممدوح بن أحمد المدني بن محمد الوارث بن الحسين بن إسحاق المؤتمن بن جعفر الصادق بن محمد الباقر بن علي زين العابدين بن الحسين السبط بن علي بن أبي طالب، وعلي زوج فاطمة بنت محمد ﷺ.
فهو الحفيد 16 لرسول الله محمد ﷺ في سلسلة نسبه.
يعود نسبه إلى إسحاق المؤتمن بن جعفر الصادق ولذلك اشتهرت أسرته وذريته بالإسحاقيين.

## ولادته
ولد ابن زهرة في رمضان 511 هـ - 1118م في مدينة حلب شمال غرب بلاد الشام في سوريا أوائل القرن السادس الهجري والثاني عشر الميلادي.

## مسيرته العلمية
وقد كان ابن زهرة فقيهاً، وأصولياً، ومتكلماً، ونحوياً ومن الثقاة بحسب علماء الرجال الشيعة، ونقيب السادة في حلب، وهو أشهر أفراد أسرته «ابن زهرة» وصولاً إلى درجة أنّه كان المعني عندما يتم ذكر اسم «ابن زهرة» دون أن ترد قرينة أخرى.
بدأ تعلّمه للعلوم على يد والده وحاز على إجازة الرواية منه، وتلمّذ على يد جده أبي المحاسن زهرة الحسيني الحلبي بالإضافة إلى محمد بن حسن بن منصور كذلك الشيخ أبي عبد الله حسين بن طاهر الصوري، وأبو منصور محمد بن الحسن النقّاش الموصلي.

## الآثار
ترك خلفه أعمالًا عديدة مثل:
- غُنيَّة النزوع في علمي الأصول والفروع المعروف بالغنية من أشهر مؤلفاته كونه دورة كاملة في علمي الأصول والفقه الاستدلالي إضافة إلى أصول الدين وأهم المسائل الكلامية.
- مسالة في أن نظر الكامل العقل على إنفراده كاف في تحصيل المعارف العقلية
- مسألة في الرد على من زعم أن الوجوب والقبح لا يعلمان إلاّ سمعاً
- النكت في النحو
- قبس الأنوار في نصرة العترة الأخيار

والعديد من الأعمال الأخرى بالإضافة إلى عدد من الرسائل وأجوبة الرسائل التي كانت قد وصلته من بغداد والجبل وحمص.

## وفاته
توفي ابن زهرة في 585 هـ وتم دفنه في سفح جبل جوشن الواقع في غرب حلب، قريباً من مشهد السقط تم اكتشاف قبره في 1297 للهجرة، وقد وجدت عليه كتابة بخط حسن نصها:
«بسم الله الرحمن الرحيم، هذه تربة الشريف الأوحد ركن الدين أبي المكارم حمزة بن علي بن زهرة بن علي بن محمد بن محمد بن أحمد بن محمد بن الحسين بن إسحاق بن جعفر الصادق صلوات الله عليه وعلى آبائه وأبنائه الأئمة الطاهرين. وكانت وفاته في رجب سنة 585 للهجرة ».